# Prettau
Prettau (wł. Predoi) – miejscowość i gmina we Włoszech, w regionie Trydent-Górna Adyga, w prowincji Bolzano.
Liczba mieszkańców gminy wynosiła 596 (dane z roku 2009). Język niemiecki jest językiem ojczystym dla 98,7%, włoski dla 1,3%, a ladyński dla 0% mieszkańców (2001).